# Blepephaeus andamanicus
Blepephaeus andamanicus là một loài bọ cánh cứng trong họ Cerambycidae.